# 12-та фольксгренадерська дивізія (Третій Рейх)
12-та фольксгренадерська дивізія (нім. 12. Volksgrenadier-Division) — піхотна дивізія народного ополчення (фольксгренадери), що входила до складу Вермахту на останньому етапі Другої світової війни.

## Історія
12-та фольксгренадерська дивізія сформована 12 серпня 1944 року, як правонаступниця 12-ї піхотної дивізії, на території Східної Пруссії із залученням мобілізаційних резервів із Мекленбурга та Західної Померанії. На відміну від переважної більшості німецьких дивізій повторного формування, 12-та фольксгренадерська дивізія була доведена до повного штату та забезпечена повністю технікою й озброєнням. Після завершення комплектування її направили на Західний фронт, 16 вересня 1944 року вона прибула до району річки Рур.
У бій дивізія вступила в районі Аахена під командуванням колишнього ад'ютанта Гітлера оберста Г. Енгеля й добре проявила себе у боях проти військ 7-го корпусу 1-ї американської армії, де, однак, зазнала серйозних втрат. Надалі билась в Арденнській битві та у квітні 1945 року остаточно знищена в Рурському котлі в районі Вупперталя.

## Райони бойових дій
- Східна Пруссія (серпень — листопад 1944)
- Західна Німеччина, Бельгія (листопад 1944 — квітень 1945)

## Командування

### Командири
- оберст Гергард Енгель (нім. Gerhard Engel) (9 вересня — листопад 1944);
- генерал-майор Гюнтер Рор (нім. Günther Rohr) (листопад 1944);
- генерал-майор Гергард Енгель (листопад 1944 — 1 січня 1945);
- оберст Лангойзер (нім. Langhäuser) (1 січня1944 — 27 березня 1945);
- генерал-майор, з 1 квітня 1945 року генерал-лейтенант Гергард Енгель (27 березня — 10 квітня 1945).

### Підпорядкованість
| Час     | Корпус     | Армія       | Група армій (округ) | Штаб                |
| ------- | ---------- | ----------- | ------------------- | ------------------- |
| 1944    |            |             |                     |                     |
| жовтень | LXXXI-й ак | 7-ма армія  | Група армій «B»     | Гюртгенвальд, Аахен |
| грудень | LXXXI-й ак | 5-та ТА     | Група армій «B»     | Аахен, Ардени       |
| 1945    |            |             |                     |                     |
| січень  |            | 6-та ТА     | Група армій «B»     | Ардени              |
| лютий   | LVII-й ак  | 15-та армія | Група армій «B»     | Західна Німеччина   |
| квітень | LVII-й ак  | 5-та ТА     | Група армій «B»     | Рур                 |

### Склад
| 1944                                                    |
| ------------------------------------------------------- |
| 27-й фузілерний полк                                    |
| 48-й гренадерський полк                                 |
| 89-й гренадерський полк                                 |
| 12-й артилерійський полк                                |
| 1-й артилерійський дивізіон 48-го артилерійського полку |
| 12-й протитанковий дивізіон                             |
| 12-й інженерний батальйон                               |
| 12-й загін зв'язку                                      |
| 12-й батальйон організації Тодта;                       |

## Нагороджені дивізії
Нагороджені дивізії
|  | Кавалери Нагрудного знаку ближнього бою в золоті                                                           | 1 |
|  | Кавалери Золотого Німецького Хреста                                                                        | 15 |
|  | Кавалери Лицарського хреста Залізного хреста з дубовим листям та мечами                                    | 1 (№ 137 оберстлейтенант Гайнц-Георг Лемм — 15.03.1945)                                                                                              |
|  | Кавалери Лицарського хреста Залізного хреста з Дубовим листям                                              | 3 (№ 679 генерал-майор Гергард Енгель — 11.12.1944 № 700 гауптман Клаус Брегер — 14.01.1945 № 732 оберстлейтенант Вільгельм Остергольд — 10.02.1945) |
|  | Кавалери Лицарського хреста Залізного хреста                                                               | 11 |
|  | Кавалери Почесної відзнаки Сухопутних військ «Почесна застібка на орденську стрічку для Сухопутних військ» | 17 |